# 達拉姆帕沙烏帕齊拉
達拉姆帕沙乌帕齐拉是孟加拉国蘇納姆甘傑縣的一个乌帕齐拉，位於錫爾赫特专区的蘇納姆甘傑縣。

## 人口
據1991年孟加拉國人口普查，達拉姆帕沙共有戶數28,368戶，人口共有164131人。其中男性佔比51.41%，女性佔比48.59%；成年人口共80,347人。該地7歲以上人口之平均識字率為20.8%，低於全國平均值（32.4%）。